# Musée romain de Nyon
Le musée romain de Nyon est un musée archéologique municipal situé dans la ville vaudoise de Nyon, en Suisse. Il dépend du Service de la culture de Nyon et est responsable dans le canton de Vaud de la conservation et de la mise en valeur du matériel archéologique d'époque romaine trouvé dans le district de Nyon . Le musée est soutenu de façon très attractive par l'Association du Musée des Amis de Nyon, qui contribuent à la réalisation de certains projets. Afin d'élargir son public, il organise tous les deux ans, depuis 1999, le Festival international du film d'archéologie.

## Histoire du musée
Le musée romain de Nyon a été créé en 1860 par l'instituteur Théodore Wellauer, à qui on doit le début de l'archéologie nyonnaise. Il s'installe, à la fin du siècle, dans le château. En 1869, il est nommé conservateur, poste qu'il occupera jusqu'en 1907 .
En 1974, les fouilles menées dans le centre-ville mettent au jour la basilique du forum de la ville Noviodunum, centre urbain de la Colonia Iulia Equestris ; après de longues discussions, un nouveau musée est créé dans cette enceinte du Ier siècle . Il ne cesse de se développer grâce à l'activité, dès les années 30, d'Edgar Pelichet, conservateur du Musée et archéologue cantonal. Il réalise de nombreuses études et recherches sur le terrain. La découverte, en 1974, des fondations de la basilique du forum de la colonie romaine décide la ville à faire de cet espace l'écrin d'un nouveau musée. Pour soutenir ce projet, la Fondation Pro Basilica est créée. Elle est à l'origine en 1980 de l'Association des Amis des Musées de Nyon (AMN).
Quant au nouveau musée conçu par l'architecte nyonnais Gabriel Poncet, il est inauguré en 1978 en présence du président de la Confédération. Baptisé « Basilique et musée romains », il est aménagé en sous-sol. Son espace est délimité par le tracé des murs de fondation du monument antique .
Inscrit comme bien culturel suisse d'importance nationale, le musée a été agrandi en 1993, augmenté d'un sous-sol en 1996 et rénové en 2009. Il est désormais installé dans l'intégralité de la partie actuellement accessible du bâtiment .

## Collections
Le musée présente une riche collection d'objets de la vie quotidienne, tels que des amphores, différentes lampes à huile, de la vaisselle en céramique, différentes monnaies et bijoux ainsi que des blocs de pierre décorés .
Des maquettes représentant différents aspects de la ville de Noviodunum côtoient un décor présentant des peintures murales d'une villa voisine .
Enfin, le musée propose régulièrement des expositions temporaires mettant en valeur certains éléments de la vie courante à l'époque de la Suisse gallo-romaine.